# بيتر راسيل
بيتر راسيل (بالإنجليزية: Peter Russell)‏ (16 يناير 1935 في المملكة المتحدة - ) هو لاعب كرة قدم بريطاني في مركز الدفاع. لعب مع نوتس كاونتي ووولفرهامبتون واندررز ونادي هيرفورد ونادي أدينغتون ‏ ونادي ديربن سيتي.